# Hella Poppe
Hella Poppe (* 6. Oktober 1948 in Bremerhaven) ist eine deutsche Stadtplanerin und Politikerin (SPD); sie war Mitglied der Bremischen Bürgerschaft.

## Biografie

### Familie, Ausbildung, Beruf
Poppe wuchs in Bremerhaven auf und absolvierte eine Lehre als Bauzeichnerin. 1969 zog sie nach Bremen, studierte Architektur und wurde Diplom-Ingenieurin. Sie war in verschiedenen Büros in Bremen tätig. Ab Ende der 1980er Jahre war sie im öffentlichen Dienst zunächst beim Amt für Wohnung und Städtebauförderung beschäftigt. Nach ihrer Abgeordnetenzeit war sie beim Stadtplanungsamt Bremen (später Senator für Umwelt, Bau und Verkehr) und wurde 1995 u. a. Mitarbeiterin der Projektgruppe Osterholz-Tenever, bis sie 2013 ausschied. Sie begleitete verantwortlich den städtebaulichen Umbau dieses Stadtquartiers mit seinen vielen Wohnhochhäusern und den sozialen Problemen. Entschieden sprach sie sich 2001 gegen den Bau von Hochhäusern in Altstadtquartieren aus.
Sie ist Mitglied im Radsportclub RSC Rot-Gold Bremen und war auf dem Rennrad erfolgreiche Sportlerin in Bremen.

### Politik
Poppe ist Mitglied der SPD und im SPD-Ortsverein Altstadt (OVA) bzw. Bremen-Mitte im Viertel aktiv. Anfang der 1970er Jahre engagierte sie sich erfolgreich gegen den Bau der Mozarttrasse, die als Straße mitten durch den Ortsteil Ostertor geführt werden sollte.
Von 1991 bis 1995 war sie Mitglied der 13. Bremischen Bürgerschaft und Mitglied verschiedener Deputationen, u. a. für das Bauwesen, und stellv. Vorsitzende des Ausschusses zur Integration ausländischer Mitbürger. Sie ist seit 2016 Mitglied im Ausschuss Stadtentwicklung im Beirat Bremen-Mitte.